# A Morte dos Deuses
A Morte dos Deuses. Juliano, o Apóstata (em russo: Смерть богов. Юлиан Отступник; romaniz.: Smert bogov. Yulian-Otstupnik) é um romance de Dmitri Merejkowski, primeiro publicado (sob o título O Pária em russo: Отверженный; romaniz.: Otverzhenny) em 1895 pela Severny Vestnik. Explorando o tema das "duas verdades", aquelas do cristianismo e do paganismo, e desenvolvendo a própria teoria religiosa de Merejkowski do Terceiro Testamento, tornou-se o primeiro da trilogia "O Cristo e o Anticristo". O romance fez de Merejkowski um autor conhecido tanto na Rússia quanto na Europa Ocidental, embora a resposta inicial a ele em casa tenha sido morna.

## Plano de fundo
Merejkowski começou a trabalhar no romance no verão de 1890. O processo foi impulsionado pela viagem dos Merejkowskis ao exterior em 1892, durante a qual o casal visitou a Grécia e a Turquia. As primeiras impressões de Merejkowski sobre a Grécia não foram favoráveis, mas tudo mudou quando ele se viu diante da colina sagrada da Acrópole.

Um olhar para mim foi o suficiente para ver tudo – Acrópole, Partenon, Propileu e ser dominado pelo sentimento que ficará comigo até o dia da minha morte. A alegria se derramou em minha alma, a dessa fuga instantânea da vida que a Beleza nos proporciona. Preocupações patéticas sobre dinheiro, o calor insuportável, o cansaço da jornada, o peso do ceticismo mesquinho moderno – tudo isso evaporou. Aturdido, quase fora de mim, fiquei ali, repetindo sem parar: Meu Deus, o que é isso? [...] E, como sempre acontecia nos momentos mais significativos e singulares da minha vida, recebi a impressão de que tudo isso eu vi e vivi, não pelos livros. Eu estava olhando e lembrando de todas aquelas coisas que eram familiares e próximas ao meu coração. [...] Pela primeira vez na minha vida eu entendi o que era Beleza. Sem nenhuma ideia predominante ou desejo, nem chorando nem me alegrando, eu apenas fiquei ali, me sentindo muito calmo.
Após o retorno, o casal se viu em sérias dificuldades financeiras. "Nós literalmente não temos nada para comer e penhoramos nossas alianças de casamento", Zinaida Gippius reclamou em uma de suas cartas de 1894. Perseguido pela pobreza, Merejkowski ainda conseguiu terminar o romance.

## História

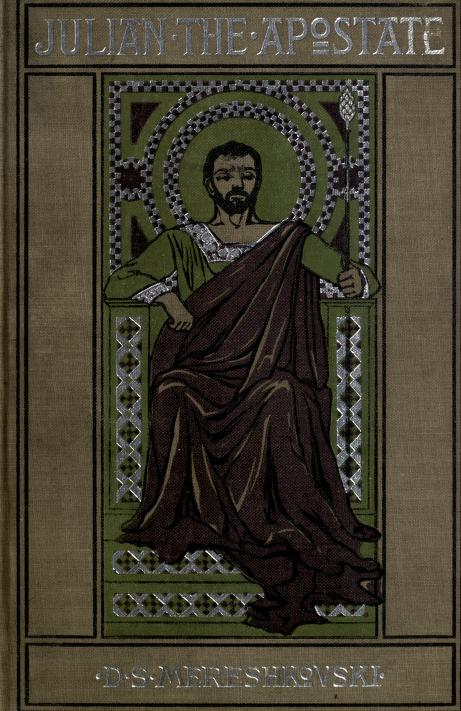
Capa do livro (tradução por Charles Johnson)

A Morte dos Deuses (de acordo com a crítica Dina Magomedova) foi "o primeiro de uma longa série de livros de Merejkovski rejeitados, violados pelos censores ou confiscados pela polícia". Quando o romance foi concluído, nenhuma das revistas russas quis ter nada a ver com ele, de acordo com Gippius. Em 1895, Severny Vestnik publicou-o, mas não em sua forma original e sob outro título, tendo o editor Akim Volynsky submetido o texto a uma edição severa.
A única pessoa que levou o romance de Merejkovski a sério foi o presidente do Fundo Literário Russo Pyotr Veinberg. Ele começou a convidar o jovem autor (agora rotulado como "um decadente" pela imprensa) para suas prestigiosas festas literárias e isso fez as coisas andarem. "Realmente é preciso entender a atmosfera da época para ver quão atrevida foi essa aventura. Fundindo os escritores jovens com os antigos, Veinberg estava tornando o público cada vez mais tolerante com os novatos radicais", Zinaida Gippius lembrou mais tarde. Veinberg foi o primeiro da velha escola dos homens da literatura russa que apoiaram totalmente o romance. Ele organizou a leitura pública em sua própria casa e assim ajudou a ganhar mais apoio.
O romance aproveitou da popularidade em massa e provocou debates acalorados. Até mesmo os detratores mais fervorosos (que denunciavam o jovem autor como "um nietzschiano") tiveram que reconhecer os méritos do que acabou sendo o primeiro romance simbolista na Rússia: o profundo conhecimento da história e a linguagem fina e sutil. Isso, segundo o biógrafo Yuri Zobnin, o distinguia de outros romances históricos russos, ambientados na tradição iniciada por Nikolai Daniliévski.

## O conceito
O romance conta a história do imperador romano Juliano, que durante seu reinado (361–363) estava tentando restaurar o culto aos deuses olímpicos em Roma, resistindo ao cristianismo que estava por vir. O cristianismo "em suas manifestações mais elevadas é apresentado no romance como um culto a uma virtude absoluta, inatingível na Terra, que está em negação de todas as coisas terrenas", de acordo com o estudioso Z.G.Mints. Ascéticos a ponto de serem desumanos, os primeiros cristãos rejeitam a realidade como tal. Enquanto a mãe de um jovem cristão Juventina amaldiçoa "aqueles servos do Crucificado" que "arrancam as crianças de suas mães", odeiam a própria vida e destroem "as coisas que são grandes e santas", o ancião Didim responde: um digno seguidor de Cristo deve aprender a "odiar sua mãe e seu pai, sua esposa, seus filhos, seus irmãos e irmãs, e sua própria vida também".
O autor (que vê Cristo como "inimigo jurado da vida") simpatiza com seu herói condenado. O advento do cristianismo no romance é apresentado como "a vitória para uma multidão má e cega", que trata "Juliano não apenas como um apóstata, mas como o anticristo", de acordo com o crítico e biógrafo moderno Oleg Mikhaylov. Os biógrafos viam a busca espiritual de Juliano como algo paralelo às ideias que Merejkowski começou a desenvolver nas décadas de 1880–1890. O Imperador no romance, reconhecendo a "bela elevação do sermão cristão", se recusa a aceitá-lo, vendo-o como uma negação da sensualidade humana e da humanidade como tal.

Uma das principais ideias do romance é que o sofrimento do homem decorre do conflito entre o espírito e a carne. O autor admitiu mais tarde que sua abordagem filosófica inicial era muito direta e explicou a maneira como ela mudou:
Ao embarcar na trilogia Cristo e o Anticristo, pareceu-me que havia duas verdades: o cristianismo, a verdade sobre o Céu, e o paganismo, a verdade sobre a Terra. Considerei a fusão dos dois como uma forma de atingir a verdade religiosa mais elevada. Enquanto eu estava terminando, eu já sabia que a união de Cristo e do Anticristo era uma mentira blasfema. Eu entendi que ambas as verdades, aquelas do céu e da Terra, já foram unidas em Jesus Cristo. Mas agora também tenho certeza de que tive que trilhar esse caminho enganoso até o fim para finalmente ver a verdade.
No entanto, como críticos posteriores notaram, cada um dos protagonistas de Merejkowski, começando com Leonardo da Vinci, Pedro, o Grande, Alexandre I, eram "gêmeos espirituais" de Juliano, buscando a unidade harmoniosa de espírito e carne aqui na Terra.

Sobre as tendências nietzschianas dos romances, o filósofo Ivan Ilyin escreveu mais tarde:
Coisas falsas são declaradas verdadeiras. Coisas verdadeiras expostas como falsas. Poderia ser dialética? A norma é perversa, a perversão é normal. Há uma garota cristã que – por pura gentileza – se entrega ao cavalariço para ser depravada. Há um diácono cristão, o padre do altar, que coloca rímel para parecer uma prostituta e gosta de aventuras eróticas sujas no circo. Há uma crucificação, o corpo de Cristo, a cabeça de um asno. Há um santo mártir que cospe nos olhos de seus executores, pronunciando juramentos profanos. Cristãos que pensam apenas em como massacrar os não cristãos. Cristo vem como igual ao deus pagão Dioniso [...] A bruxaria aqui se assemelha à oração cristã e uma oração soa mais como lançar um feitiço mágico. Isso é arte? Se for, então desafia todas as leis da arte. É religião? Mais como impiedade.